# Tyran de Wied
Myiarchus tyrannulus
Genre
Espèce
Statut de conservation UICN

 LC  : Préoccupation mineure
Le Tyran de Wied (Myiarchus tyrannulus), aussi appelé Moucherolle de Wied,  est une espèce d'oiseaux de la famille des Tyrannidae, originaire du sud du continent nord-américain.

## Description morphologique
Ce tyran de 22 à 24 cm de long a un plumage brun parfois un peu olivâtre sur le dessus du corps, un peu plus sombre sur la calotte, légèrement dressée en crête. Les ailes portent deux barres alaires d'un gris très clair. La gorge et la poitrine sont d'un gris léger et le ventre est jaune. Le bec et les yeux sont noirs. En vol, il expose ses rémiges primaires et ses rectrices teintées de roux.
Il est parfois confondu avec le Tyran à gorge cendrée, mais le Tyran de Wied a le bec plus fort et plus sombre, la gorge et la poitrine d'un gris moins soutenu et le ventre d'un jaune plus franc, couleur de soufre.

## Comportement

### Vocalisations
Cet oiseau émet de brefs "ouip !" au ton ascendant, et parfois aussi des "riiiiiiip" gutturaux.

## Répartition et habitat
Le Tyran de Wied vit dans les déserts présentant des saguaros, mais aussi dans les zones boisées bordant les rivières ou situées dans les canyons.

## Systématique et distribution
Cet oiseau est représenté par sept sous-espèces selon la classification de référence du Congrès ornithologique international (version 9.1, 2019) :
- Myiarchus tyrannulus magister Ridgway, 1884 : au sud-ouest des États-Unis et le long de l'ouest du Mexique jusqu'à l'État d'Oaxaca, ainsi que dans les îles Tres Marías ;
- Myiarchus tyrannulus cooperi Baird, SF, 1858 : du sud du Texas, dans tout l'est du Mexique jusqu'au Guatemala, au Belize et au Honduras ;
- Myiarchus tyrannulus cozumelae Parkes, 1982 : sur l'île de Cozumel, au large de la côte orientale de la péninsule du Yucatán (Mexique) ; son lieu de migration hivernal est inconnu ;
- Myiarchus tyrannulus insularum Bond, 1936 : îles honduriennes d'Útila, de Roatán et de Guanaja ;
- Myiarchus tyrannulus brachyurus Ridgway, 1887 : côte pacifique, du Salvador au nord-ouest du Costa Rica ;
- Myiarchus tyrannulus tyrannulus (Statius Müller, PL, 1776) : de l'est de la Colombie aux Guyanes, au nord de l'Argentine et au nord du Brésil, ainsi qu'à Trinidad ;
- Myiarchus tyrannulus bahiae von Berlepsch & Leverkühn, 1890 : nord et est du Brésil (de l'Amapá à l'État de São Paulo) et nord-est de l'Argentine[1],[4],[5].